# Numisi Rufus
Numisi Rufus (llatí: Numisius Rufus) va ser un militar romà del segle i.
Era llegat, i va assistir a Mummi Luperc en la defensa de Vetera Castra contra Juli Civilis els anys 69-70, i va poder sortir abans de la caiguda del camp, unint-se a Dil·li Vòcula a Novesium on va ser fet presoner per Juli Clàssic i Juli Tutor i va romandre en mans dels trèvers, fins que va ser executat per orde de Valentí i Tutor.